# 手牽手 (歌曲)
〈手牽手〉（英語：Hand in Hand）是一首86位藝人合唱的歌曲。該歌曲由王力宏、陶喆和陳鎮川作詞、王力宏和陶喆作曲和製作。該歌曲為抗擊SARS公益歌曲，於2003年5月21日由東風衛視以宣傳單曲發行。

## 背景和發行
2002年11月16日，嚴重急性呼吸系統症候群（SARS）於中國廣東省佛山市首次爆發。2003年3月14日，國立臺灣大學醫學院附設醫院通報臺灣首例境外移入SARS病例。同年4月24日，臺北市立和平醫院爆發院內感染並宣布封院。同月28日，中華民國行政院新聞局宣布因應疫情，「第14屆金曲獎頒獎典禮」將無限期延期。
在疫情高峰期間，王力宏和陶喆於同年5月7日提出共同創作一首抗擊SARS的公益歌曲的構想，並於同月9日獲得金曲獎主辦單位東風衛視的全力支持。同月12日，兩人正式展開創作，並於同月13日宣布將邀請超過80位藝人共同參與演唱。
該歌曲於同月15日創作完成，並於次日在臺北市南港101由81位藝人錄製合唱段落，隨後各自錄製獨唱部分，母帶製作於同月20日完成。
同月21日，該歌曲於全臺各大電台首播，MV則在東風衛視節目《亞洲娛樂中心》首度播出。同月30日，單曲以宣傳CD形式免費發送，總發行量約為60萬張。

## 現場表演
2003年8月2日，「第14屆金曲獎頒獎典禮」在國立臺灣大學綜合體育館舉行，歌手齊秦和信樂團於典禮中演唱〈手牽手〉，現場藝人則一同合唱。

## 曲目
| CD       | CD               | CD   |
| 曲序     | 曲目             | 时长 |
| -------- | ---------------- | ---- |
| 1.       | 手牽手           | 3:40 |
| 2.       | 手牽手（卡拉版） | 3:40 |
| 总时长： | 总时长：         | 7:20 |

| VCD      | VCD                  | VCD  |
| 曲序     | 曲目                 | 时长 |
| -------- | -------------------- | ---- |
| 1.       | 電腦檔案             |      |
| 2.       | 手牽手（音樂錄影帶） | 3:40 |
| 总时长： | 总时长：             | 3:40 |

## 演唱者
按藝人在歌曲中的出現順序排列：
| - 蔡琴 - 王力宏 - 許茹芸 - 孫燕姿 - 周華健 - 林慧萍 - 伍思凱 - 庾澄慶 - 李心潔 - 張信哲 |  | - 順子 - 陶晶瑩 - 吳宗憲 - Energy - B.A.D - 張宇 - 蕭亞軒 - 蔡依林 - 江蕙 - 蘇芮 |  | - 游鴻明 - 動力火車 - 張清芳 - 范逸臣 - 周杰倫 - 張惠妹 - 陶喆 - 徐若瑄 - 信樂團 |  | - Tension - 老爹 - 彭佳慧 - 李玟 - Machi - S.H.E - 可米小子 - 周渝民 - 朱孝天 |

## 其他版本

### 2021年版本
2019年12月，嚴重特殊傳染性肺炎（COVID-19）自中國湖北省武漢市爆發，並於數月內迅速蔓延全球。臺灣因及早實施邊境篩檢和封閉邊境等防疫措施，疫情初期相對穩定。然而，2021年5月，臺北市、新北市等地陸續出現群聚感染事件，疫情迅速擴散至全臺。同年5月19日，中央流行疫情指揮中心宣布全國進入第三級警戒，對醫療、經濟、教育和社會等層面造成嚴重衝擊。
曾於2003年SARS疫情期間參與創作公益單曲〈手牽手〉的第32屆金曲獎總顧問陳鎮川，因疫情感同身受，主動聯繫原創者王力宏和陶喆，提出重製歌曲的構想，兩人隨即同意。陳鎮川進一步邀請林俊傑擔任重製版本的製作人，並號召當屆金曲獎入圍「最佳華語男歌手獎」和「最佳華語女歌手獎」的11位歌手共同參與演唱，名單包括田馥甄、吳青峰、李泉、林俊傑、韋禮安、孫盛希、蛋堡、萬芳、瘦子E.SO、譚維維和蘇慧倫。
2021年6月5日，重製版〈手牽手〉以MV形式在網路上發布。

### 原住民語版本
2021年6月24日，愛德斯工作室於其官方YouTube頻道發布由呂建中和璽恩領銜，結合50位來自臺灣16族原住民族歌手組成的ShenAi原住民孩子合唱團所演唱的〈手牽手〉版本MV。
該MV發布後在臺灣引發廣大迴響，累計吸引近百萬人次觀看。愛德斯工作室表示，此次是首次和部分粉絲專頁的素人合作，希望透過歌聲鼓勵大眾在疫情或其他困境中彼此扶持。此作品約有八成的錄音是在家中以一般耳機完成，影片製作期僅14天。
同年10月10日，ShenAi原住民孩子合唱團受邀於「中華民國110年國慶大會」上演唱該曲。

## 外部連結
- YouTube上的《今夜陶子秀》（抗煞之歌特輯 「手牽手」全紀錄）